# Complexo de lançamento 33

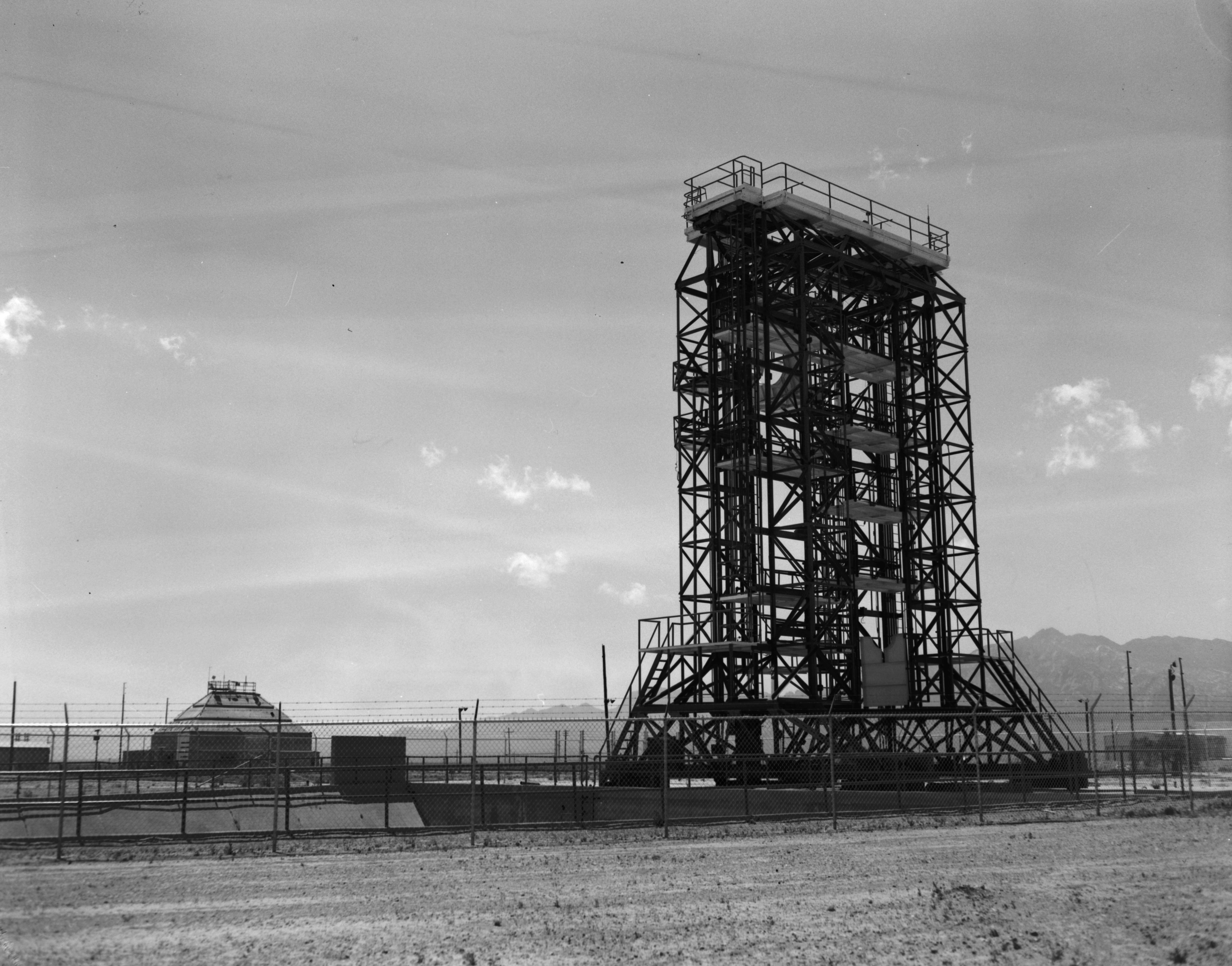
Vista da torre de serviço e parte do Complexo de lançamento 33 em White Sands.

Complexo de lançamento 33, ou Campo de lançamento de V-2 em White Sands, são designações formais do local de lançamento dos foguetes V-2 no Campo de Teste de Mísseis de White Sands.
De acordo com o Serviço Nacional de Parques:
"Este local está intimamente associado com os testes do foguete V-2 alemão, realizados pelos Estados Unidos. As origens do programa de foguetes Norte americano e a liderança do Dr. Werner von Braun (1912-1977). A torre de serviço do V-2 e o prédio de integração do Exército representam a primeira geração de campos de teste que levaram os Estados Unidos a liderar a exploração espacial".
Essa área foi declarada como um Marco Histórico Nacional em 1985.